# Samsung Galaxy M35 5G
O Samsung Galaxy M35 5G é um smartphone de gama média baseado em android desenvolvido e fabricado pela Samsung como parte da sua série Galaxy M. Este telemóvel foi anunciado em 24 de maio de 2024, com disponibilidade geral a partir de 17 de julho de 2024. O Galaxy M35 5G é alimentado por um chipset baseado em 5nm que consiste em 8 núcleos a até 2,4 GHz. Possui uma câmara de arrefecimento a vapor, que é a primeira da sua série. Também vem equipado com um ecrã FHD+ de 6,6 polegadas com uma taxa de atualização de 120Hz